# 史量才
史量才（1880年1月2日—1934年11月13日），原名家修，祖籍江蘇江宁。中华民国民國時期報業家，《申报》掌门，於1934年返沪途中遭到暗杀。

## 生平
出生於上海青浦縣的商人家庭，1898年参加松江府府试，1899年入松江府婁縣縣學，因被查出异地投考，以冒籍降为附生，而后抛弃科舉，开始讲求实学。1901年秋考入杭州蠶學館（今浙江理工大学），毕业后赴上海。
1904年創辦女子蠶桑學校，同时在育才学堂、南洋中学等任教。1905年發起成立江蘇教育總會。后来狄楚青在上海创办《时报》，应邀担任编辑，1908年后任主笔。1912年9月与张謇等人出资十二萬元购得《申报》产权，10月20日正式移交，自任总经理。三年后合伙人悉数退出，《申报》归其一人所有。1919年10月，世界报业大会在檀香山举行，被推选为大会副会长。1929年，陆续购进《新闻报》、《时事新报》大部分股权，一跃成为上海报业巨擘。
九一八事變爆發後，反對中國國民黨與中国共产党的内战，主张抗日。一·二八事变時發起成立上海市民地方維持會，被推选为会长，积极筹集款项，支持十九路军抗战。维持会解散后，被推选为上海地方协会会长、上海市参议会议长，对上海地方事务多有主持。同时借《申报》出版60周年之际，邀请民主人士黄炎培、陶行知、戈公振等进入报馆，对《申报》进行改革。
1932年創辦「申報流通圖書館」，出版《申報月刊》。1932年6月，蒋介石准备对中央苏区发动第四次围剿，史量才的《申报》刊登大批左翼作家的文章，指责蒋介石的剿共政策，以致《申报》遭到邮禁。:146有人私下告诉史量才：“你对蒋批评也可以，但七月的批评，公然和蒋的剿匪政策唱反调。蒋以反共起家，以武力为统治基础，刺他要害，哪能不引起忌恨？哪能不动火？”史量才不为所动。:1471932年8月起，史量才转而在《申报》副刊《自由谈》引进众多左翼作家的杂文，激烈批评政府，比如鲁迅、共产党员茅盾等人，在全国的舆论中心上海“从敌人手里夺取一块阵地”。:1601932年10月，上海临时参议会成立，国民党为拉拢起见，指定史量才为参议会议长，又授上海战区善后委员会副委员长、农村复兴委员会委员、中山文化教育馆常务理事等职位。:164史量才则称病请假，或出席时拒不发言，国民党虽有不满，也无可奈何。:164-1651932年12月前后，宋庆龄和杨杏佛组织“中国民权保障同盟”，史量才派陈彬和、钱华等人参加同盟，任总会和分会执行委员，协助撰写文件及新闻报道。:165同盟成立后，史量才以记者身份出席记者招待会并发言，号召新闻界支持中国民权保障同盟。:166
1933年8月18日，戴笠密电蒋介石，申请“制裁史量才”，指出史量才不只容纳左翼作家主持《申报》副刊，同情中国民权保障同盟，还试图办补习班、开设学校，向大学渗入反政府势力，为将来培植左翼青年。但蒋介石并未同意，尚有继续观察史量才表现的意图。于是在9月2日，蒋介石仍邀请史量才等人担任队长，以招募股份修筑沪锡公路。
1934年10月前往杭州調養胃病，1934年11月13日，与二夫人沈秋水自秋水山莊回家途中在滬杭公路翁家埠（今浙江省海宁市许村镇翁埠村）遭暗殺身亡，史量才和他儿子的同学、司机3人遇害，其子逃脱。14日，《申報》刊出《本報總理史量才先生噩耗》，全國輿論嘩然，全國各地舉行追悼會。1935年3月15日，追查案件的魯滌平身亡，案件成为谜团。1936年，葬於杭州天馬山、吉慶山麓。章太炎撰《史君墓志铭》：“史氏之直，肇自子鱼。子承其流，奋笔不纡。”、“唯夫白刃交胸，而神气自如。”

## 死因
中华人民共和国成立后，原军统总务处处长、保密局云南站站长沈醉在其回忆录中称此事件是军统特務所为，因为蒋介石的情报认为，史量才同情共产党，接济过地下党组织的经费，所以决心杀鸡儆猴。沈醉还披露戴笠下令执行暗杀时，说史量才在担任上海市参议会会长期间，得到日本人的支持，阴谋独立，犯了“叛变祖国出卖民族利益的罪行”。
根据新闻、申两报内部传说，辛亥革命时，史有一位好友担任沪军都督府的军需官，因隐瞒华侨捐款，被都督陈英士枪杀，其次妻（即上海名妓沈秋水）携带赃款避居史家，史即人财两得。后来那位朋友的儿子声称要报此仇，史非常担心自己的安全，经常练习拳术，并雇用保镖，备有钢甲避弹汽车。……据说凶手就是杭州笕桥飞机场的航空人员，为首一人就是声称要报家仇的陶某。
据原《申报》编辑龚德柏回忆，由于以前史量才打输过一场官司，被判罚36万银元，即白银25万两，史量才便找日商洋行借了25万两。后来，龚德柏将史量才亲口所说“借了日本人的钱，不能骂日本人”的真相整理成一份黑材料，交给了申报的竞争对手，并由他们再上报国民党中央宣传部。多年以后，这位龚编辑还在回忆录中愤愤不平地写道:“我这种行动，对于史量才虽不利，但对于国家是绝对应该的。因为他们以中国第一大报，与日本——而且是绝对敌人日本，订有卖身契约，这是何等重大的卖国行为”。
《北京晚报》作家杨之认为，史量才反对国民党一党独裁，并非蒋介石杀害他的根本理由，而是因为他超过了蒋的底线，也就是不能同情和支持共产党。蒋介石在1930年代正忙于“剿共”，而史量才居然在国统区暗中“通共”，这才是促使蒋介石杀害史量才的主要理由。
新的国史馆资料表明，蒋介石最终决定暗杀史量才，是由于《申报》不断出现抗日国防的“泄密”和“造谣”事件。首因1933年8月4日，《申报》曝光了国民政府的“三年空军建设计划”，蒋介石认为此举严重泄露了军事机密，批评航空署署长徐培根向报刊透露军机。1934年2月13日，《申报》报道中德将合办飞机制造厂的消息，称孔祥熙正与德国方面接洽，蒋介石又认为《申报》泄露了机密，并质问徐培根，徐坚称是《申报》独自获取的消息。1934年4月12日和5月27日，《申报》两次报道交通部封锁伪满洲国邮政的政策，而交通部部长朱家骅称《申报》全系造谣。接连四次的“泄密”和“造谣”事件，使蒋介石对史量才的观感跌至谷底，终于同意军统“制裁史量才”。

## 轶事
- 史量才生前友人冯亚雄回忆，有一次，史量才在南京受国民党要人盛宴款待，席间有人故意宣传國民黨高層的威力，说有雄兵千万，足以安内攘外。史不以为然，嘲弄说：“我只能在报言报，约略估计，有数千万读报者拥护。”合座为之默然。[9]
- 据黄炎培自述《八十年来》中记载：“……实际上如史量才这一群朋友，对爱国抗日思想热诚的高度怎样呢？说一件故事：1931年9月18日日军占领沈阳之夜，我从申报馆到史家。史正和一群朋友打牌。我说：电报到了，日本兵在沈阳开火了，沈阳完全被占了，牌不好打了。一人说：中国又不是黄任之独有的，要你一个人起劲！我大怒，一拳打牌桌中心，哭叫：你们甘心做亡国奴吗！别人说：收场罢！……”[10]
- 据《胡适之批评史量才》一文说：“若论《申报》的政治主张，九一八以前向来是再稳重和平不过的，唯近年以来也不大安于现实；所以有人骂他，只顾推扩销路，迎合一般年轻人好乱的心理；尤其是以‘自由谈’供左翼作家作用武之地，最为一部分人所不满。”[11]

## 家庭
- 配偶：
  - 大夫人——庞明德（1904年）
  - 二夫人——沈秋水（上海名妓）
- 子女：史泳赓（庞明德所生）